# Angri
Angri – miasto i gmina we Włoszech, w regionie Kampania, w prowincji Salerno.
Według danych na rok 2004 gminę zamieszkiwało 29 398 osób, gęstość zaludnienia wynosi 2261,4 os./km².